# عربی پیجین خلیج فارس
عربی پیجین خلیج فارس یک پیجین عربی بر پایه گویش خلیجی آن است که کارگران مهاجر کشورهای شورای همکاری خلیج فارس بدان گفتگو می‌کنند. این زبان برای ارتباط میان خارجی‌ها و عرب‌ها و همچنین ارتباط میان خارجی‌ها با زبان‌های مختلف ایجاد شده‌است. این پیجین در بسیاری از این کشورها زبان بیشینه جمعیت است چرا که بیشتر مردم آن‌ها از مهاجران هستند.
با وجود اینکه پایه این زبان عربی‌است، زبان‌های جنوب و جنوب شرق آسیا، به ویژه زبان‌های هندوآریایی و دراویدی، تأثیر فراوانی بر واج‌شناسی و دستور آن گذاشته‌اند. این پیجین لزوماً یک زبان واحد نیست.